# Xã Mill, Quận Baxter, Arkansas
Xã Mill (tiếng Anh: Mill Township) là một xã thuộc quận Baxter, tiểu bang Arkansas, Hoa Kỳ. Năm 2010, dân số của xã này là 2.478 người.